# Sidy Sarr
Sidy Sarr (Dakar, Senegal, 5 de junio de 1996) es un futbolista senegalés. Juega de centrocampista y su equipo es el A. S. Soliman del Championnat de Ligue Profesionelle 1.

## Selección nacional
Es internacional absoluto con la selección de Senegal desde 2018.

## Estadísticas
Actualizado al último partido disputado el 25 de septiembre de 2024.
| K. V. Kortrijk · Bélgica | 1.ª           | 2015-16       | 10  | 2  | 1  | 0 | 11  | 2  |
| K. V. Kortrijk · Bélgica | 1.ª           | 2016-17       | 30  | 1  | 1  | 0 | 31  | 1  |
| K. V. Kortrijk · Bélgica | Total club    | Total club    | 40  | 3  | 2  | 0 | 42  | 3  |
| L. B. Châteauroux Francia | 2.ª           | 2017-18       | 31  | 11 | 4  | 0 | 35  | 11 |
| L. B. Châteauroux Francia | 2.ª           | 2018-19       | 4   | 0  | 1  | 0 | 5   | 0  |
| F. C. Lorient Francia | 2.ª           | 2018-19       | 19  | 0  | 1  | 0 | 20  | 0  |
| F. C. Lorient Francia | Total club    | Total club    | 19  | 0  | 1  | 0 | 20  | 0  |
| L. B. Châteauroux Francia | 2.ª           | 2019-20       | 2   | 0  | 0  | 0 | 2   | 0  |
| L. B. Châteauroux Francia | Total club    | Total club    | 37  | 11 | 5  | 0 | 42  | 11 |
| Nîmes Olympique Francia | 1.ª           | 2019-20       | 22  | 0  | 3  | 0 | 25  | 0  |
| Nîmes Olympique Francia | 1.ª           | 2020-21       | 9   | 0  | 0  | 0 | 9   | 0  |
| Nîmes Olympique Francia | 2.ª           | 2021-22       | 13  | 1  | 1  | 0 | 14  | 1  |
| Nîmes Olympique Francia | Total club    | Total club    | 44  | 1  | 4  | 0 | 48  | 1  |
| G. D. Chaves Portugal | 1.ª           | 2022-23       | 5   | 0  | 1  | 0 | 6   | 0  |
| G. D. Chaves Portugal | Total club    | Total club    | 5   | 0  | 1  | 0 | 6   | 0  |
| SAS Épinal Francia | 3.ª           | 2023-24       | 1   | 1  | ―  | ― | 1   | 1  |
| SAS Épinal Francia | Total club    | Total club    | 1   | 1  | 0  | 0 | 1   | 1  |
| A. S. Soliman Túnez | 1.ª           | 2024-25       | 1   | 0  | ―  | ― | 1   | 0  |
| A. S. Soliman Túnez | Total club    | Total club    | 1   | 0  | 0  | 0 | 1   | 0  |
| Total carrera | Total carrera | Total carrera | 147 | 16 | 13 | 0 | 160 | 16 |
| (1) Incluye datos de los playoffs de la Liga Europa de la UEFA de Bélgica. (2) Incluye datos de la Copa de Bélgica, la Copa de la Liga de Francia, la Copa de Francia y la Copa de la Liga de Portugal. |               |               |     |    |    |   |     |    |